# 1re division blindée (Australie)
Pour les articles homonymes, voir 1re division.
La 1re division blindée (en anglais : 1st Armoured Division) est une division blindée de l'armée de terre australienne pendant la Seconde Guerre mondiale. Mise sur pied le 1er juillet 1941, elle est dissoute en 1943.

## Histoire

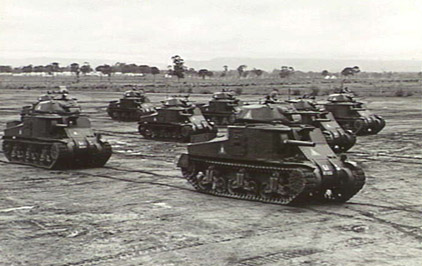
Entrainement de M3 Grant de la 1re division blindée à Puckapunyal, juin 1942

Les leçons du début de la Seconde Guerre mondiale ont conduit l'Australie à se doter d'une masse de manœuvre blindée et en 1941, trois divisions blindées sont mises sur pied à partir d'unités existantes. Mais en 1943, devant les caractéristiques de la guerre du Pacifique ou l'emploi de vastes formations mécanisées est difficile, les divisions blindées de ce pays sont dissoutes et remplacés par des brigades blindées plus flexibles. Elle donc dissoute sans jamais avoir vu le feu.  

## Composition (juillet 1941)
Au moment de sa création, elle était constituée de : 
- 2/11e régiment d'automitrailleuses
- 2/3 Field Squadron, Royal Australian Engineers (RAE)
- 4 Field Squadron, RAE
- 2/1 Field Park Squadron, RAE
- 1e brigade blindée 
  - 2/5e régiment blindé
  - 2/6e régiment blindé
  - 2/7e régiment blindé
- 2e brigade blindée 
  - 2/8e régiment blindé
  - 2/9e régiment blindé
  - 2/10e régiment blindé
- 1e groupe de support à partir de février 1942
  - 17th régiment d'infanterie motorisée
  - 108e régiment antichar
  - 16e régiment d'artillerie de campagne

Son équipement est d'abord constitué de Bren Carriers avant de recevoir des chars chars légers M3 Stuart et des chars moyens M3 Grant à partir d'avril\mai 1942.